# Jesús Gervasio Pérez Rodríguez
Jesús Gervasio Pérez Rodríguez OFM (Las Palmas de Gran Canaria, 19 de junho de 1936 - Cochabamba, 23 de março de 2021) foi prelado espanhol da Igreja Católica Romana que serviu como ordinário da Arquidiocese de Sucre, na Bolívia, entre 1989 e 2013.

## Biografia
Jesús Pérez nasceu em Tamaraceite, distrito de Las Palmas de Gran Canaria, Espanha, filho de Juana Rodríguez e Manuel Pérez. Seus pais eram humildes e eram proprietários de uma leiteria, onde Jesús chegou a trabalhar. Tinha um irmão mais velho que também se tornou sacerdote.
Fez os estudos secundários no Seminário Conciliar de Las Palmas de Gran Canaria entre 1949 e 1954. Ingressou na Ordem dos Frades Menores e iniciou seu noviciado em 3 de outubro de 1954 no Convento de Nossa Senhora de Loreto em Sevilha. Emitiu sua profissão temporária em 9 de outubro de 1955 e iniciou seus estudos de Filosofia em Sevilha. Proferiu seus votos perpétuos em 9 de outubro de 1958 no Convento de Nossa Senhora de Guadalupe em Cáceres e, alguns dias depois, iniciou os estudos de Teologia.
Ofereceu-se voluntariamente para as missões na Bolívia e chegou a Sucre, capital constitucional daquele país, em 26 de julho de 1960. Retomou seus estudos teológicos no Seminário Conciliar San Cristóbal e foi ordenado sacerdote em 29 de junho de 1962 por imposição das mãos do arcebispo de Sucre, Dom José Clemente Maurer, CSsR..
Ele ocupou vários cargos na ordem franciscana e esteve envolvido no trabalho juvenil e pastoral: foi professor nas escolas franciscanas da Recoleta de Sucre, diretor espiritual da Cúria Juvenil de Sucre, coadjutor e vigário do Convento de São Francisco de Sucre, e pároco da paróquia do Hospício de Cochabamba.
Em 14 de junho de 1985, o Papa João Paulo II o nomeou bispo titular de Lilibeu e auxiliar da Arquidiocese de Sucre. Sua sagração episcopal realizou-se na Catedral Basílica de Nossa Senhora de Guadalupe em 8 de setembro seguinte, novamente por imposição das mãos de Dom Maurer, agora cardeal-arcebispo emérito de Sucre. Os co-consagrantes foram Dom Santos Abril y Castelló, núncio apostólico na Bolívia, e Dom René Fernández Apaza, sucessor de Dom Maurer como arcebispo de Sucre e bispo militar da Bolívia. Com a transferência de Dom René para a Arquidiocese de Cochabamba, Dom Jesús foi designado administrador apostólico de Sucre em 30 de junho de 1988. Enfim, mais de um ano depois, em 6 de novembro de 1989, o Papa João Paulo II confirmou-o ordinário daquela arquidiocese.
Em 1992, criou o Centro Arquiepiscopal de Meios de Comunicação Social (CENACOM), centro que sustenta programas de rádio e de televisão em diversas emissoras. Em 3 de setembro do mesmo ano, foi condecorado pelo governo da Espanha com a Comenda de Número da Ordem de Isabel, a Católica. Foi, por várias vezes, presidente da Comissão de Catequese e de Bíblia da Conferência Episcopal Boliviana, além de membro do Conselho Permanente e vice-presidente da mesma entre 2009 e 2012.
O governo municipal de Sucre conferiu-lhe a distinção "Heroína Juana Azurduy de Padilla" com grau de "honor cívico" em comemoração aos 50 anos de serviço sacerdotal a favor da comunidade em 2012.
Iniciou a fundação de oito casas para mulheres e duas para homens. Acompanhou a ordenação de 70 sacerdotes diocesanos, quatro jesuítas, dois salesianos, dois trinitários, dois franciscanos, um hospitaleiro e dois dominicanos.
Em 2 de fevereiro de 2013, o Papa Bento XVI aceitou sua renúncia apresentada por motivos de idade. Em agosto de 2017, retornou para o Convento da Recoleta de Sucre.
Sua saúde começou a mostrar sinais de declínio em agosto de 2020, com fortes dores musculares e problemas ósseos. No início do ano seguinte, seus confrades decidiram enviá-lo para a casa do Hospício de Cochabamba para receber tratamento médico. Faleceu aos 84 anos, seis meses depois, na geriatria da paróquia do Hospício de Cochabamba. De acordo com seu desejo, seu corpo foi enviado para Sucre, onde foi velado por três dias e sepultado na Catedral Metropolitana.